# Bill Spencer
William Allen „Bill“ Spencer (* 23. Juni 1936 in Russellville; † 3. Dezember 2020 in Sandy) war ein US-amerikanischer Biathlet.
Bill Spencer startete zunächst als Student für die University of Utah, wo er 1961 graduierte, danach in den 1960er Jahren als Sportsoldat für die U.S. Army. 1968 war er im Fort Richardson stationiert. Seine Schwester Lynn von der Heide-Spencer-Galanes war olympische Skilangläuferin. Spencer gilt als einer der Pioniere des US-amerikanischen Biathlon. Bei den erstmals olympisch durchgeführten Biathlon-Wettkämpfen 1960 in Squaw Valley war er als Vorläufer im Einsatz. 1964 konnte er in Innsbruck erstmals am olympischen Einzel-Wettkampf teilnehmen und wurde mit mittlerer Laufzeit und vier Schießfehlern 30. 1964 nahm er auch erstmals an Militärweltmeisterschaften teil, bei denen er bis 1967 jährlich startete. Zudem startete er in Garmisch-Partenkirchen bei den Biathlon-Weltmeisterschaften 1966. Im Einzel belegte Spencer Platz 40 und wurde zudem mit Edward Williams, John Ehrensbeck und Gerald F. Varnam beim erstmals im Rahmen der Weltmeisterschaft offiziell ausgetragenen Staffelwettbewerb Elfter.
National gewann Spencer 1965 und 1966 die Titel des US-Meisters im Einzel, ebenso 1965 den Titel bei den kanadischen Meisterschaften. Nach seiner aktiven Karriere wurde Spencer Trainer und betreute das US-Team bei fünf Olympischen Spielen. Anschließend war er bei weiteren drei Spielen als offizieller Vertreter der International Biathlon Union anwesend und war bei den Biathlon-Wettkämpfen der Olympischen Winterspiele 2002 von Salt Lake City stellvertretender Leiter. Spencer war Mitglied der Hall of Fame des US-Biathlon.